# Kajetan Szmyt
Kajetan Szmyt, né le 29 mai 2002 à Poznań en Pologne, est un footballeur polonais qui joue au poste de milieu offensif au Zagłębie Lubin.

## Biographie

### Carrière en club
Né à Poznań en Pologne, Kajetan Szmyt est formé par l'un des clubs de sa ville natale, le Warta Poznań. 
Il joue son premier match en professionnel avec ce club le 24 avril 2019, lors d'une rencontre de championnat face au Chojniczanka Chojnice. Il entre en jeu et son équipe s'impose (0-2 score final).
Le 3 février 2020, Szmyt est prêté jusqu'à la fin de la saison au Górnik Polkowice (en). 
Szmyt fait son retour au Warta Poznań lors de la saison 2021-2022. Le 3 mars 2023, il prolonge son  contrat avec le Warta Poznań jusqu'en juin 2025,. Le 19 mars suivant, Szmyt marque son premier but pour le Warta Poznań, lors d'une rencontre de championnat face au Lechia Gdańsk. Titulaire, il ouvre le score et participe à la victoire de son équipe par deux buts à zéro.
Après la relégation du Warta Poznań à l'issue de la saison 2023-2024, Kajetan Szmyt quitte le club et reste en première division polonaise en signant le 21 juin 2024 en faveur du Zagłębie Lubin. Il signe un contrat de trois ans, soit jusqu'en juin 2027,.
Szmyt inscrit son premier but pour le Zagłębie Lubin face au Korona Kielce, en championnat. Titulaire, il ouvre le score au bout de douze minutes de jeu, mais les deux équipes se neutralisent (1-1 score final).

### En sélection
Le 23 septembre 2022, Kajetan Szmyt joue son premier match avec l'équipe de Pologne espoirs contre la Grèce. Il est titularisé et son équipe s'incline par un but à zéro. Le 21 novembre 2022, Szmyt inscrit son premier but avec les espoirs, lors d'un match amical contre la Turquie. Il participe ainsi à la victoire de son équipe par trois buts à deux.